# Thomas Aschbrenner
Thomas Aschbrenner (* 24. Juli 1712 oder 24. Juni 1712 in Wolkersdorf in Niederösterreich; † 9. Dezember 1789 in Tulbing im Bezirk Tulln) war ein österreichischer Gelegenheitsdichter.

## Leben
Thomas Aschbrenner stammte aus verarmten Verhältnissen und verlor bereits 1723 seine Eltern.
1723 kam er zu seinem Onkel († 1735) väterlicherseits in Tulln, der ihn gut unterrichten ließ; 1730 erhielt er die Schreiberstelle in einer Kanzlei in Königsstetten. Nach dem Tod seines Onkels bekam er 1739, durch die Unterstützung des Abtes des Schottenstiftes in Wien, Karl Fetzer (1705–1750), die Stelle des Schreibers im spanischen Spital.
Seine Freizeit nutzte Thomas Aschbrenner zum Verfassen von Geburts-, Namenstag-, Hochzeits- und Leichengedichten; weitere Gedichte verfasste er als Transparentschriften, die bei Festen und Feierlichkeiten in die Fenster, unter anderem der Stadtgebäude, gehängt wurden. Diese erschienen in dem Buch Wiennerische Beleuchtung, das er anlässlich der Geburt von Erzherzog Karl Joseph von Österreich veröffentlichte.
Nach einer Erbschaft von entfernten Verwandten konnte er seine Tätigkeit als Schreiber aufgeben und bis zu seinem Tod als Schriftsteller in Tulbing leben.

## Schriften (Auswahl)
- Wiennerische Beleuchtungen. Wien: Hofbuchdruckerei J. P. von Ghelen, 1745 (Digitalisat).